# Metatron

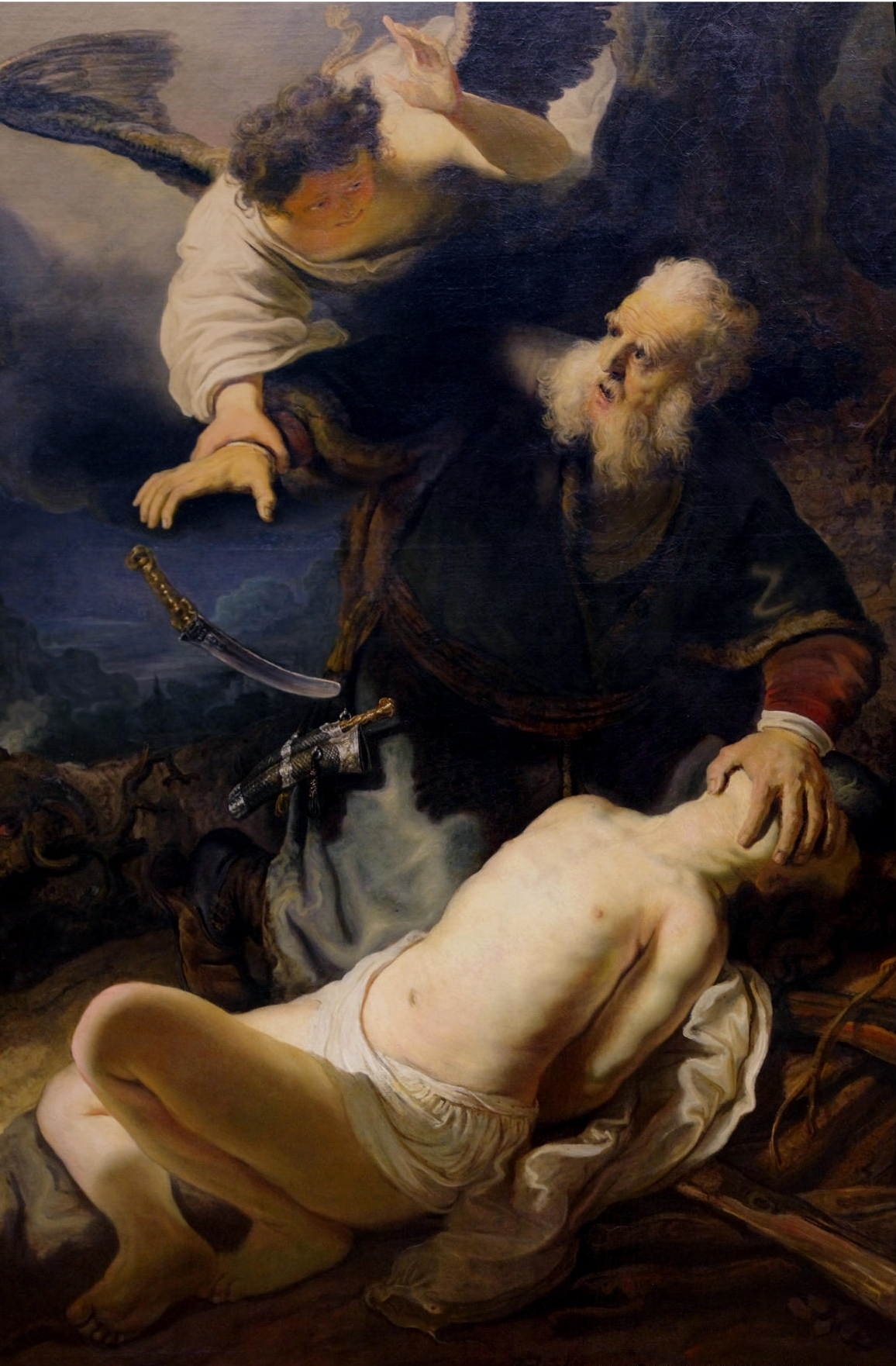
Metatron, ossia l'angelo mediatore tra il Bene e il Male. Nel dipinto di Rembrandt l'angelo mandato da Dio impedisce ad Abramo di sacrificare il figlio Isacco.

Metatron (in ebraico: מֶטָטְרוֹן Meṭāṭrōn, מְטַטְרוֹן Məṭaṭrōn, מֵיטַטְרוֹן Mēṭaṭrōn, מִיטַטְרוֹן Mīṭaṭrōn) è un importante angelo presente nell'ebraismo rabbinico e nella qabbalah.

## Dal Talmud
Il Talmud ha una sezione in cui è detto che Elisha ben Abuyah, successivamente chiamato con "quell'altro" o "l'apostata" per via dei suoi insegnamenti ritenuti eretici, entrò nel Paradiso e vide Metatron seduto, un'azione che nel Paradiso è permessa solo al Signore. Allora Elishah ben Abuyah guardò Metatron e disse: «dunque ci sono due poteri in cielo!». I Rabbini spiegarono che Metatron era autorizzato a sedere per il suo ruolo di Scriba Celeste, scriveva i fatti di Israele (Talmud Babilonese, Hagiga 15a).
Il Talmud afferma che Metatron della Merkavah sia l'angelo principe associato al bene dell'albero della conoscenza del bene e del male (Sefer Ha-Zohar); la Merkavah è il trono creato dal Signore; per la tradizione ebraica questo non concorda affatto con il testo di Enoch considerato apocrifo nell'Ebraismo.
Metatron è a volte detto «il piccolo YHWH», che è il piccolo Tetragrammaton: secondo una versione Talmudica citata dal dotto caraita Qirqisani. La parola 'Metatron' è numericamente equivalente a Shaddai (Dio) nella Ghematriah; è anche detto avere «il Nome del suo Padrone». Qirqisani potrebbe aver rappresentato in modo erroneo il Talmud per poter imbarazzare i rabbini suoi avversari con un evidente dualismo. D'altro canto, i testi extra-talmudici mistici parlano di "piccolo YHWH", espressione apparentemente derivata da Esodo 23,21, che menziona un angelo di cui Dio dice: "il mio nome è in lui".
Il Talmud Babilonese menziona Metatron in due altri luoghi: Sanhedrin 38b e Avodah Zarah 3b. Yevamot 16b descrive, nel periodo amorreo, i doveri del 'principe del mondo' trasferiti da Michele a Metatron.
Assieme agli ordini angelici delle Chayyot e degli Ophanim, Metatron è l'angelo della Merkavah: essa è il "Carro Celeste" citato anche nella visione profetica di Ezechiele e di Isaia. L'esegesi rabbinica afferma che Mosè chiese che il Signore stesso potesse accompagnare il popolo d'Israele proprio nel momento in cui si presentò la possibilità che ciò avvenisse anche con l'assistenza di Metatron.

## Etimologia
Ci sono numerose possibili etimologie del nome Metatron; qui ne elenchiamo alcune. Anzitutto si può menzionare che Philip Alexander e altri studiosi ritengono che il nome di Metatron abbia avuto origine nei testi di Hekhalot-Merkabah (come 3 Enoch): potrebbe dunque trattarsi di una parola magica, come i nomi Adiriron e Dapdapiron.
Hugo Odeberg, Adolf Jellinek e Marcus Jastrow suggeriscono che il nome potrebbe derivare da "custode della guardia" (מטדא) o da "guardare, proteggere" (מטד) Odeberg inoltre ipotizza anche che il nome Metatron possa essere legato al nome persiano di Mithras. 
Tra le altre ipotesi avanzate, v'è quella che fa derivate il nome Metatron dall'accostamento delle parole greche, μετὰ "dopo/oltre" e θρóνος "trono", metà-thrónos, "colui che sta dietro il trono" o "colui che occupa il trono accanto [al trono della gloria]". Quest'ipotesi è stata tuttavia scartata da Gershom Scholem, che mostra come l'ebraico טרון non possa derivare dal greco θρóνος. Egli sottolinea anche che in nessun testo conosciuto sia riscontrata l'associazione dei due termini μετὰ-θρóνος. Altri, come Peter Schäfer, hanno di contro tentato di giustificare questa etimologia considerando la costruzione di μετὰ-θρóνος come analoga a συν-θρόνος (syn-thrónos) "colui che occupa insieme il trono". 
Un'associazione con la parola latina metator (messaggero, guida) fu suggerita da Eleazar ben Judah di Worms e da Rabbi Moshe ben Nachman proposta nuovamente da Hugo Odeberg. Ancora una volta Scholem dimostra la fragilità di questa etimologia dacché la parola metator trascritta in caratteri ebraici diventerebbe מיטטור e non מטטרון.
Charles Mopsik, infine, crede che il nome di Metatron sia legato al versetto 24 di Genesi 5, («Enoch camminò con Dio e poi non fu più, perché Dio lo aveva preso»): nella versione greca della Bibbia si ha, in posto di "prendere", la parola μετέθηκεν (lo aveva trasferito).

## Nei Libri di Enoch
Secondo i libri: Libro di Enoch e l'Enoch slavo, Metatron in origine non era un angelo, ma divenne tale a partire dalla sua assunzione in cielo quando sulla terra era il patriarca Enoch, in continuazione a quanto scritto in Genesi 5,24:
Di Metatron si fa menzione anche in altri testi: 1 Enoch (Libro di Enoch), 2 Enoch ("Enoch slavo") e 3 Enoch (Sefer Hekhalot, il "Libro dei Palazzi Celesti"). Con la parola in ebraico Heikhalot, si intendono i palazzi celesti a cui si ha accesso per concessione divina; il 3 Enoch, o "Libro dei Palazzi Celesti" descrive Enoch, figlio di Jared (il nipote di Noè) e la sua successiva trasformazione nell'angelo Metatron. Inoltre il suo titolo di "piccolo YHVH" ricompare qui. Qui Enoch/Metatron, dice: 
(12:5 traduzione di Alexander)
Il narratore del libro, il Rabbi Ishmael ben Elisha, dice che Metatron lo guidò attraverso il cielo mentre gli mostrava le sue meraviglie. Qui Metatron viene descritto in due modi: come angelo primordiale (9:2-13:2) e come la trasformazione stessa di Enoch avvenuta dopo che è asceso corporalmente in cielo, in quanto "preso da Dio" (Genesi 5,24).
(Estratto del "3 Enoch", traduzione a cura di Gershom G. Scholem)
Secondo Johann Andreas Eisenmenger, Metatron trasmette gli ordini quotidiani di Dio agli angeli Gabriele e Samael. Alcune fonti del periodo midrashico descrivono Metatron come il "fratello gemello" o "confratello" dell'arcangelo Sandalphon, e l'avvenimento della trasformazione in arcangelo a partire da un'origine umana è analoga a quella di Enoch/Metatron. La figura umana precedente di Sandalphon prima che divenisse tale, viene identificata con il profeta Elia: anch'esso "rapito in cielo"
Lo Zohar chiama Metatron "il Giovane" un titolo che compare anche in 3 Enoch, dove viene usato con il significato di "servo". È identificato anche come quell'angelo che guida il popolo di Israele attraverso i deserti dopo il loro esodo dall'Egitto, ed è descritto come un sacerdote celeste.

## Cubo di Metatron

Cubo di Metatron

Il Fiore della vita, il Frutto della vita e il Cubo di Metatron sono termini inventati negli anni '80 in ambienti New Age frequentati dal ricercatore esoterico Drunvalo Melchizedek (1941 - ). Prima di lui nessuno aveva mai chiamato Fiore della vita alcuni motivi geometrici che vengono comunemente definiti griglie di cerchi sovrapposti e nessuno aveva mai ipotizzato che una di tali figure, il cosiddetto Frutto della vita, fosse la base di una forma geometrica creata da Metatron. Sono quindi errati parecchi riferimenti a Metatron presenti in molti testi, come quello che in antichi scritti cabalistici Metatron avrebbe dato forma a un cubo a partire dalla sua stessa anima: il cosiddetto Cubo di Metatron non ha nulla a che fare con Metatron.
Nei libri di Drunvalo Melchizedek, la figura da lui definita Frutto della vita (una componente del Fiore della vita) presenta tredici cerchi: se ogni centro dei vari cerchi è considerato un "nodo", e ogni nodo è connesso a ognuno degli altri con una linea unica, si crea un totale di settantotto linee. All'interno di questo che lui chiama Cubo di Metatron possono essere trovate molte altre forme geometriche, inclusa la versione bidimensionale (appiattita) di quattro dei solidi platonici.
Il modo più semplice per costruire il Cubo di Metatron è di cominciare da un cubo appiattito lungo una delle diagonali che passano per il suo centro, fino a diventare una figura bidimensionale, equivalente a un esagono regolare scomposto dalle sue diagonali in sei triangoli equilateri. I vertici di questa figura in due dimensioni vanno quindi connessi con linee aggiuntive. Diversi passi dopo si arriva a formare la figura completa del Cubo di Metatron. Il cubo assomiglia alla proiezione tridimensionale del cubo a quattro dimensioni, o tesseratto.

## Cultura di massa
Metatron è l'antagonista principale della saga letteraria Queste Oscure Materie.
Nella serie TV Supernatural, Metatron è l'antagonista principale della nona stagione.
Nel film Dogma Metatron è interpretato da Alan Rickman. Nel film è sottolineato come sia l'unico a poter udire Dio senza morire, agendo di conseguenza come suo messaggero.